# 納爾齊斯與歌爾德蒙
《納爾齊斯與歌爾德蒙》（德語：Narziß und Goldmund）是瑞士文學家赫爾曼·黑塞的一篇小說，出版於1930年，又译为“精神与爱欲”。

## 書籍介紹
自幼失去母亲的修道院学生歌尔德蒙被父亲送进毛爾布隆修道院，立志侍奉上帝，他的老师和朋友纳尔齐斯却劝说他放弃苦修和戒条的束缚，回归母亲赋予他的本性之中，成为灵感充沛的人。于是歌尔德蒙听从了他的劝告，开始流浪的生涯。自从爱欲被一位吉卜赛女郎所唤醒，歌尔德蒙的身体和灵魂就经历了无数次爱情与背叛，争夺与死亡，浸透了红尘的气味，也烙下了许多细微、优美而沧桑的感触。直到有一天，他被一位圣母像的美所震撼，激起了他创造的欲望。于是歌尔德蒙师从一雕塑家，沉浸到雕塑艺术中。历经千回百折的磨难，他又回到自己的挚友和师长——已经成为毛爾布隆修道院院长的纳尔齐斯身边，两人分别以灵感和理智启发对方，终于使歌尔德蒙掌握了化瞬间为永恒的艺术法则，雕出了以他的恋人丽迪亚为原型的完美雕塑圣母玛利亚像。但他也因此而耗尽生命，毫无遗憾地死在纳尔齐斯的身旁。

## 主題
在这部小说中，尼采的酒神與日神理论的影响显而易见。纳尔齐斯的个人主义与歌爾德蒙热情的性格形成鲜明对比。黑塞本着尼采的“ 悲剧的诞生”的精神，通过建立高贵的流浪者（一个戴歐尼修斯式的人物）来完善，并突出显示主要角色之间的和谐关系。
歌爾德蒙是一位不断发展的寻求者，他试图同时体现阿波罗主义（日神）和戴歐尼修斯主义（酒神）的元素，从而抓住了尼采的理想概念悲剧。歌爾德蒙体现了广泛的人类经验，渴望感官世界的可怕狂喜，却通过其作为雕塑家的才华捕捉并表现出来。
像黑塞的大多数作品一样，这本书的主题是流浪者寻找自我的努力，以及两极对立的“榮格式的联合”。 歌爾德蒙代表自然和“女性思想”，而纳尔齐斯代表科学和逻辑、上帝和“男性思想”。这些“女性”和“男性”特质均来自榮格式结构，让人回想起他早期的一些作品，尤其是《德米安》。在整部小说中，歌爾德蒙越来越意识到自己对母亲的记忆，这最终导致他渴望回到“原始母亲”（Urmutter）。此外，黑塞还试图通过艺术（将形式赋予无形式）来调和阿波罗尼亚主义和狄俄尼主义的理想。